# Montebelluna
Montebelluna är en stad och comune i Veneto, Italien. Den ligger ungefär 67 kilometer nordväst om Venedig. Kommunen hade 31 380 invånare (2018).
Montebelluna har flera kända klädföretag. Northwave och Geox kommer från staden och Fila har sin forskning och utveckling där. Stadens fotbollslag, Calcio Montebelluna, spelar i italienska Serie D.

## Vänorter
- Dammarie-les-Lys, Frankrike (sedan 1987)
- Imatra, Finland (sedan ?)
- Oberkochen, Tyskland (sedan 1992)
- Tata, Ungern (sedan 2000)
- Portlaoise, Irland (sedan 2010)

## Kända personer
- Alberto Bottari de Castello, ärkebiskop
- Aldo Serena, fotbollsspelare
- Attilio Tesser, fotbollsspelare
- Carlo Moretti, cyklist
- Luca Badoer, racerförare
- Marcello Agnoletto, fotbollsspelare
- Oscar Gatto, cyklist
- Renato Palumbo, dirigent
- Alessandro Bertuola, cyklist
- Giandomenico Basso, rallyförare